# 天国と地獄 (映画)
『天国と地獄』（てんごくとじごく、High and Low）は、1963年（昭和38年）に公開された日本映画。監督は黒澤明、主演は三船敏郎。モノクロ、東宝スコープ、143分。第18回毎日映画コンクール・日本映画賞などを受賞した。

## 概要
1961年に『用心棒』、『椿三十郎』と娯楽時代劇を世に送り、次回作には現代劇を構想していた黒澤が、たまたま読んだというエド・マクベインの小説『キングの身代金』（1959年、「87分署シリーズ」の1つ）に触発され、映画化した作品である。映画化の動機は2点あり、「徹底的に細部にこだわった推理映画を作ってみよう」ということと「当時の誘拐罪に対する刑の軽さ」（未成年者略取誘拐罪で3ヶ月以上5年以下の懲役〈刑法第224条〉、営利略取誘拐罪で1年以上10年以下の懲役〈刑法第225条〉）に対する憤り」だという。
映画は興行的には成功を収めたものの、公開された3月以降、吉展ちゃん誘拐殺人事件など都内を中心に誘拐事件が多発した。映画の公開は中止されなかったが、国会でも問題として取り上げられ、1964年の刑法一部改正（「身代金目的の略取（無期または3年以上の懲役）」を追加）のきっかけになった。

## あらすじ

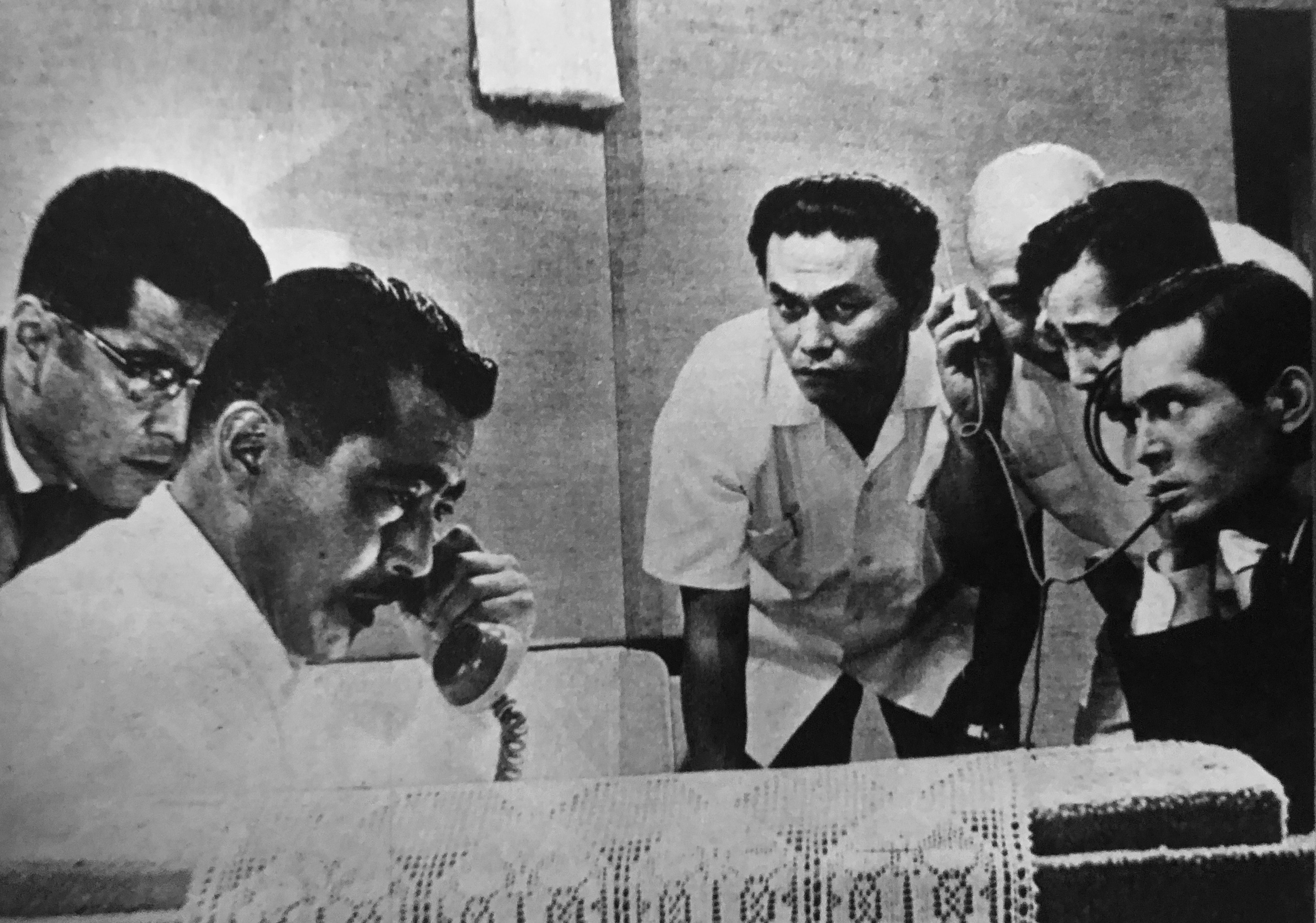
三船敏郎、加藤武、仲代達矢ら

横浜の製靴（せいか）会社『ナショナル・シューズ』社の常務・権藤金吾の元に、「子供を攫（さら）った」という男からの電話が入る。そこに息子の純が現れ、いたずらと思っていると住み込み運転手である青木の息子・進一がいない。誘拐犯は子供を間違えたのだが、そのまま身代金3000万円を権藤に要求する。
デパートの配送員に扮（ふん）した刑事たちが到着する。妻や青木は身代金の支払いを権藤に懇願（こんがん）するが、権藤にはそれができない事情があった。権藤は密かに自宅を抵当に入れてまで自社株を買占め、近く開かれる株主総会で経営の実権を手に入れようと計画を進めていた。翌日までに大阪へ5000万円送金しなければ必要としている株が揃わず、地位も財産も、すべて失うことになる。権藤は誘拐犯の要求を無視しようとするが、その逡巡（しゅんじゅん）を見透かした秘書に裏切られたため、一転、身代金を払うことを決意する。
権藤は3000万円を入れた鞄を持って、犯人が指定した特急第二こだまに乗り込む。が、同乗した刑事が見たところ車内に子供はいない。すると電話がかかり、犯人から「酒匂川の鉄橋が過ぎたところで、身代金が入ったカバンを窓から投げ落とせ」と指示される。特急の窓は開かないと刑事が驚くも、洗面所の窓が、犯人の指定した鞄の厚み7センチだけ開くのだった。権藤は指示に従い、その後進一は無事に解放されたものの、身代金は奪われ犯人も逃走してしまう。
戸倉警部率いる捜査陣は、進一の証言や目撃情報、電話の録音などを頼りに捜査を進め、進一が捕らわれていた犯人のアジトを見つけ出すが、そこにいた共犯と思しき男女はすでにヘロイン中毒で死亡していた。これを主犯による口封じと推理した戸倉は、新聞記者に協力を頼み共犯者の死を伏せ、身代金として番号を控えていた札が市場で見つかったという嘘の情報を流す。新聞記事を見た主犯は身代金受渡し用のかばんを焼却処分するが、カバンは燃やすと牡丹（ぼたん）色の煙が発する仕掛けが施されており、捜査陣はそこから主犯が権藤邸の近所の下宿に住むインターンの竹内銀次郎という男であることを突き止める。
竹内の犯罪に憤（いきどお）る戸倉は、確実に死刑にするためにあえて竹内を泳がせる。竹内は横浜の麻薬中毒者の巣窟（そうくつ）で、純度の高い麻薬使用によるショック死の効果を実験したのち、生きていると思った共犯者を殺しに来たところを逮捕される。かくして事件は終結し権藤の元に身代金は戻ったが、一足遅く自宅が抵当に入ってしまうのだった。
後日、竹内の死刑が確定。権藤は竹内の希望により面会する。最初こそ不敵な笑（え）みを浮かべながら語る竹内だったが、権藤は既に新たな職を得て再起を図っていると語る。やがて竹内は彼が天国、自分が地獄にいたという恨みを語った。君はそんなに不幸だったのかね、と言葉を返す権藤。途端に竹内の表情が変わる。彼は死刑を前にした心境を述べようとするも、徐々に身体を震え出し突然金網に掴（つか）みかかり、絶叫する。竹内は刑務官に取り押さえられ、2人の間にシャッターが下ろされた。

## 出演者

### 主要人物
権藤金吾演 - 三船敏郎
製靴会社「ナショナル・シューズ」の工場担当常務。16歳で見習い工として入社した叩き上げ。仕事に対して高い理想と信念を持つ余り、自らの社内勢力を強化しようと躍起になっているが、実直な性格で現場の職人たちからの信望は厚い。
戸倉警部演 - 仲代達矢
誘拐事件の捜査担当主任。冷静沈着なエリートだが、犯人の卑劣な手口に激しく憤り、捜査に執念を燃やす。
権藤伶子演 - 香川京子
権藤の妻。裕福な家庭で育ったが故に金銭や地位に頓着のない性格のため、権力闘争に腐心する夫の姿を快く思っておらず、進一を救うために終始身代金を払うよう懇願する。
河西演 - 三橋達也
権藤の秘書。5000万円の小切手を持って大阪に渡るよう指示されるが、敵対する重役らに懐柔され、誘拐事件のさなか権藤を裏切る。
青木演 - 佐田豊
権藤付きの社用車運転手。息子・進一を男手ひとつで育てている。息子を取り戻した後は権藤に対する自責の念から、独断で犯人のアジトを突き止めようとする。
田口部長刑事演 - 石山健二郎
いかつい風貌で情に厚い部長刑事。県警が横浜港を管轄していることにちなみ、戸倉や部下たちからは「ボースン（水夫長）」と呼ばれている。
荒井刑事演 - 木村功
田口の部下。通報当初から戸倉・田口らとともに権藤邸に詰める。一言多いところがある。
中尾刑事演 - 加藤武
荒井の同僚。権藤邸に詰め、戸倉・田口らと行動するメンバーの一人。
竹内銀次郎演 - 山﨑努
誘拐事件の犯人。貧しい環境に暮らすインターン（現在の研修医）で、自宅の窓から見える豪邸で裕福な暮らしをしている権藤に対し憎しみを募らせた末、犯行に至る。

### その他の出演者
ナショナル・シューズ重役
- 宣伝担当重役・神谷：田崎潤
- デザイン担当重役・石丸：中村伸郎
- 営業担当専務・馬場：伊藤雄之助

権藤邸
- 青木の息子・進一：島津雅彦
- 権藤の息子・純：江木俊夫

警察
- 捜査本部長：志村喬
- 捜査一課課長：藤田進
- 村田刑事：土屋嘉男
- 山本刑事：名古屋章
- 島田刑事：宇南山宏
- 高橋刑事：牧野義介
- 小池刑事：鈴木智
- 中村刑事：田口精一
- 上野刑事：山本清
- 原刑事：児玉謙二
- 刑事：伊藤実、鈴木治夫
- 鑑識課員：加藤和夫

その他
- 新聞記者：千秋実、三井弘次、北村和夫、近藤準
- 債権者：山茶花究、浜村純、西村晃
- 靴工場の工員：東野英治郎
- 病院の火夫：藤原釜足
- 刑務所長：清水将夫
- 裁判所執行吏：織田政雄、松下猛夫
- 内科医長：清水元
- 横浜駅の乗務員：沢村いき雄
- 魚市場の事務員：清村耕次 （声は熊倉一雄による吹き替え）
- 病院の外来患者：大村千吉
- 看守長：田島義文
- 麻薬患者：菅井きん、小野田功
- 殺される麻薬街の女：富田恵子

ノンクレジット出演者
- 特急第2こだまのビュッフェの客：渋谷英男
- 特急第2こだまのビュッフェのコック：松井鍵三
- 共犯者：中西英介、葵正子（公開時のパンフレットに記載）
- ニュースキャスター：田英夫
- 権藤家女中：八代美紀、小沢経子、清水由記（公開時のパンフレットに記載）
- 刑事：草間璋夫、熊谷卓三、生方壮児、堤康久
- 国鉄乗務員：橘正晃、天見竜太郎
- 新聞記者：大滝秀治、梅野泰靖、武内亨、日野道夫
- 酒場に現れる女：岩崎トヨコ
- 麻薬患者：鈴木和夫、宮田芳子、田村保
- 麻薬街の男：常田富士男

## スタッフ
- 製作 : 田中友幸、菊島隆三
- 脚本 : 小国英雄、菊島隆三、久板栄二郎、黒澤明
- 原作 : エド・マクベイン「キングの身代金」より
- 撮影 : 中井朝一、斉藤孝雄
- 美術 : 村木与四郎
- 録音 : 矢野口文雄
- 照明 : 森弘充
- 音楽 : 佐藤勝
- 整音 : 下永尚
- 監督助手 : 森谷司郎
- 現像 : キヌタ・ラボラトリー
- 製作担当者 : 根津博
- 監督 : 黒澤明

## エピソード

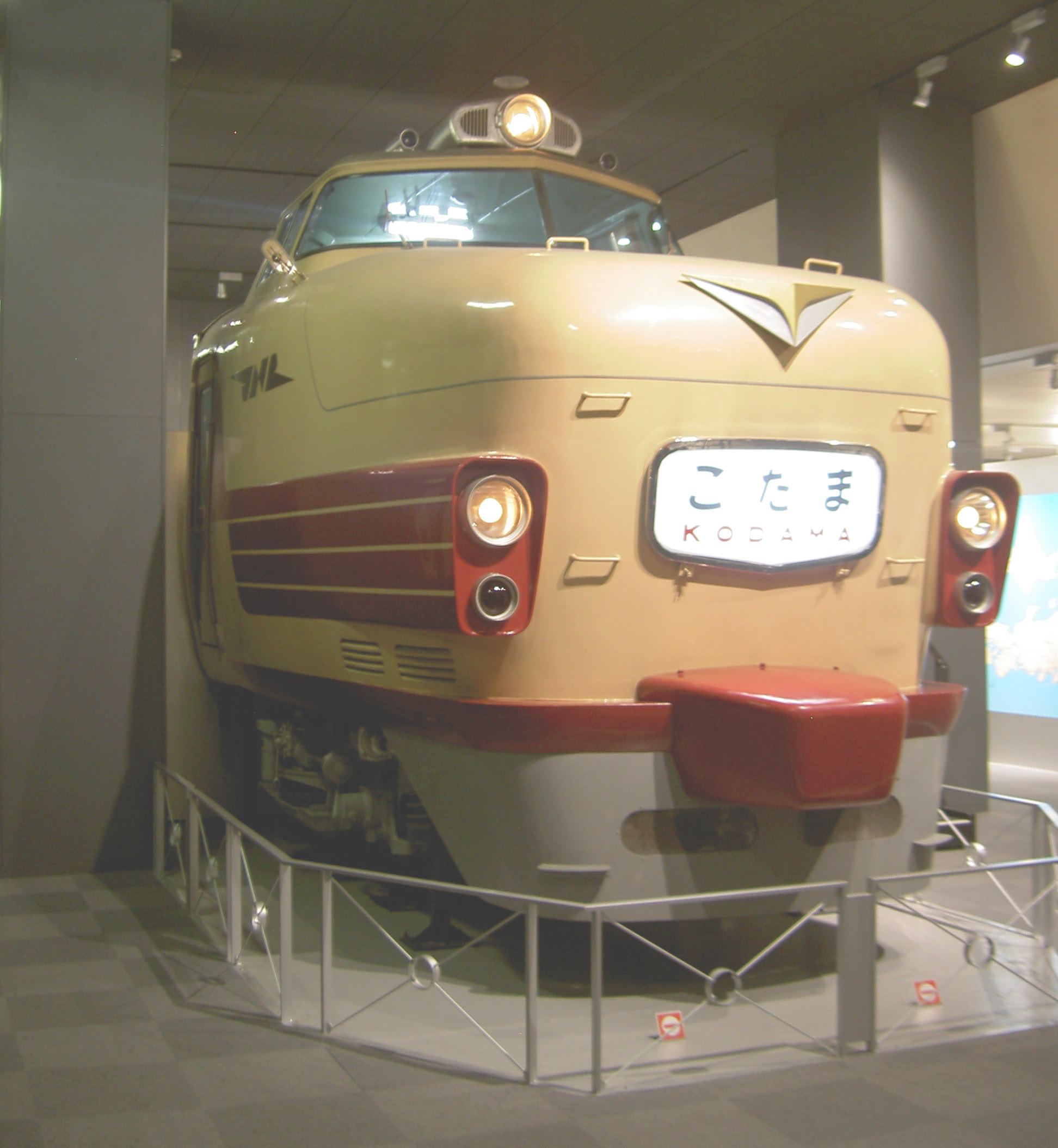
151系電車

人物設定
「三船演じる主人公の実業家の名前『権藤金吾』は原作の主人公『ゴードン・キング』の姓名をもじって付けられた」という話が広く流布しているが、原作の主人公の姓名は「ダグラス・キング」である。
原作のダグラス・キングと異なり、権藤は作中でより苦悩する。犯人はより凶悪で、インテリの人物像として設定され、当時は新人であった山崎努が抜擢された。こうした人物設定には、読書家の黒澤が心酔していたというドストエフスキーからの影響があり、善悪の二極対立があると指摘されている。また、原作では現金受け渡しの際に犯人が逮捕されて終わり、映画では密室劇として描かれているが、後半には、誘拐に対する黒澤の怒りを代弁する人物として仲代達矢の演じる戸倉警部が逃亡した犯人を追い詰めていくオリジナルのサスペンス劇が展開されている。
仲代演じる戸倉警部は、黒澤曰く俳優のヘンリー・フォンダをイメージして創ったと語っている。その言葉を受けた仲代は、生え際を後退させるべく、毎朝剃刀で額を剃っていた。また、戸倉以下の刑事群は原作の87分署キャラクターとは特に対応していない。
また、香川演じる権藤夫人を、黒澤は「カバンより重いものを持った事がないような女優のエリザベス・テイラーをモデルにした」と語っている。
配役
権藤の息子の純と、青木の息子の進一役の江木俊夫と島津雅彦は、オーディションによって選ばれた。江木によると、応募者は1,700人を数えたという。江木は1965年（昭和40年）に、テレビ番組制作会社ピープロで『クラブ君の冒険』というパイロットフィルムに主演しているが、これを観た三船敏郎は「この子、靴屋の息子じゃないか」と懐かしがったという。
舞台
原作では高級住宅街のキング邸が舞台であるが、映画では犯人が主人公を憎悪しているという設定から、スラムである港町を見下ろす丘上の権藤邸という舞台が想起され、浅間台から黄金町を一望できる横浜が選ばれた。実際には浅間台から黄金町は三春台や野毛山に遮られ見えない。浅間台から見下ろせる犯人のアパートがあった地域は浅間町である。
身代金受け渡しシーン
当時、日本最速の列車だったこだま号のシーンでは国鉄から実物の「こだま号」用151系特急電車を1編成チャーターし、実際に東海道本線上を走らせて撮影が行われた。151系は冷暖房完全装備のため、客室窓はすべて固定式で開かない（走行中は外部から見れば密室となる。）構造だが、洗面所の換気窓は例外で7センチだけ開くという構造が重要なトリックになっている。脚本執筆中には設計図とにらめっこしつつ、国鉄に何度も問い合わせを行ったため、最後には「あなたたちは何者ですか?」と怪しまれたという。
列車が酒匂川の鉄橋にさしかかるシーンの撮影において、民家の2階部分が邪魔になったため、依頼して撮影の1日だけ2階部分を取り払わせ、後日復元させた。なお、当時のこだま号は在来線特急であったが、後に東海道新幹線の列車愛称として使われることになったことから、公開当時新幹線は開業していないにもかかわらず、「劇中で使われた列車は新幹線」だと間違えて覚えている話がしばしば聞かれる（→両列車の関係については「こだま (列車)」を参照）。戸倉警部を演じた仲代達矢によると、撮影当時このシーンでNGを出すと2000万円かかったという。国鉄の定期ダイヤに割り込んでの撮影だったため失敗は許されず、品川の車庫（田町電車区）にある停車中のこだま号で入念なリハーサルが行われた。
列車の窓から放り出すかばんは、吉田カバン創業者である吉田吉蔵によって特注製作されたものである。
原作では、身代金を持って移動中の被害者と犯人との接触は自動車電話を使う設定だった。しかし、当時の日本では自動車電話が実用化されていなかったため、「電話を備えた陸上交通機関」であった「こだま」を利用することで原作の設定を巧みに換骨奪胎した（当時、日本で列車電話を備えていたのは、東海道本線の電車特急と近鉄特急だけであった）。
先頭車両での撮影を担当していた助監督の森谷司郎によると、田口を演じた石山健二郎は緊張のあまり、カメラテストの「スタート」という掛け声を本番の「スタート」と勘違いし、こだま号が鉄橋にかかる前に芝居を終わらせた。森谷から報告を受けた黒澤はラッシュを見て撮り直しも覚悟したが、なんとか編集でうまく繋いで事なきを得た。同シーンで石山が後ろを振り返るのは、ミスに怒った森谷が石山の尻を蹴飛ばしたのに反応したものである。
捜査シーン
映画の設定は真夏であるが、実際の撮影は真冬に行われた。出演者は吐息が白くならないよう、時には口内に氷塊を含んで、撮影に臨んだ。なぜ真夏のシーンを真冬に撮影するのかと山崎努が黒澤に訊ねると「夏は暑いのでつい安心してしまう。冬に夏のシーンを撮影すれば、どうやって暑く見せようかみんな工夫するだろう」と答えたという。
後半、トランペットの音楽とともに煙突から桃色の煙が立ち上る（身代金が入ったかばんに燃やすと色を発する薬剤を仕込むという設定）シーンにおいては、モノクロ画面にマスキング合成で着色した。アイディア自体は『椿三十郎』で実現出来なかった「椿だけカラーで映したい」という構想を実行したもの。モノクロ画像に色を入れるという手法はフランシス・フォード・コッポラ監督の『ランブルフィッシュ』（1983年）、スティーヴン・スピルバーグ監督の『シンドラーのリスト』（1993年）でも使用され、同じく誘拐ものの要素がある『踊る大捜査線 THE MOVIE』（1998年）では、主人公の刑事がモノクロの背景の中、煙突から色のついた煙が上がるのを見て「天国と地獄だ」とつぶやき、犯人の居場所が突き止められるオマージュとして引用された。
犯人が捕まるシーンで流れる曲では、黒澤はエルヴィス・プレスリーの "It's Now or Never" を希望したが、著作権絡みで使用料が高額だったため、諦めてエルヴィスのボーカル無しの曲を使うことになった。そのためそのシーンの曲は "It's Now or Never" ではなくなり、原曲である「オー・ソレ・ミオ」になった。
ラストシーン
物語のラストは「拘置所の地下から地上への通路で戸倉警部と権藤が会話を交わして別れる」というのが当初の予定だったが、誘拐犯の竹内が金網をつかんで泣き叫ぶシーンを黒澤が大いに気に入り、そちらに変更されたとされる。山崎は黒澤から「君の芝居が良かったから、そこでエンドマークにした」と聞かされ感激したという。ちなみに、照明に照らされ続けた金網は熱く、山崎は手を火傷している。また、このシーンで黒澤は、山崎の髪に刀の砥の粉をかけて髪をぱさつかせたという。竹内の反抗的な態度を髪にまで求めたのである。

## 模倣犯
この映画で用いられた「走っている電車等から現金等を落とす」という手法は、1955年の内川清一郎監督の『悪魔の囁き』のなかで使われたものであるが、この後のフィクション作品だけでなく、現実の現金受渡し目的の犯罪で数多く模倣されている。1963年9月の草加次郎事件、1965年の新潟デザイナー誘拐殺人事件、1984年のグリコ・森永事件、1993年の甲府信金OL誘拐殺人事件、2002年の新城市会社役員誘拐殺人事件、2004年の大阪パチンコ店部長誘拐事件などの例がある。手法の模倣ではないが、映画の影響を受けて身代金誘拐に及んだ者もおり、1963年の吉展ちゃん誘拐殺人事件、1980年の名古屋女子大生誘拐殺人事件などの例がある。

## 主な受賞歴
- 毎日映画コンクール - 日本映画大賞・脚本賞（小国英雄・菊島隆三・久板栄二郎・黒澤明）
- 東京労映ミリオンパール - 作品賞
- 川崎市民映画コンクール - 最優秀作品賞
- 『週刊サンケイ』シルバースター - 作品賞・監督賞
- シナリオ作家協会 - シナリオ賞
- NHK映画祭 - 最優秀作品賞・監督賞
- 第17回日本映画技術賞 - 録音賞（矢野口文雄・東宝録音スタッフ）
- 第3回日本映画映画記者会賞 - 第2位
- 福岡映画記者会 - 作品賞・監督賞
- 九州フクニチ映画祭 - 作品賞
- 函館名画鑑賞会・グレートベア - 作品賞・監督賞
- ゴールデンローレル賞
- アメリカ探偵作家クラブ・エドガー賞 - 外国語映画賞候補（1964年）[7]

## リメイク
- 2007年9月8日にテレビ朝日のスペシャルドラマとしてリメイクされ放映された。出演は佐藤浩市、阿部寛、妻夫木聡、鈴木京香など。舞台を21世紀の小樽市に置き換えている。詳しくは「テレビドラマ版「天国と地獄」」を参照。
- スパイク・リー監督が主演にデンゼル・ワシントンを起用し、A24製作でリメイク[8]され、"Highest 2 Lowest" という題名で2025年に公開予定[9]である。
- 直接のリメイクではないが、同じ『キングの身代金』を原作とした刑事ドラマ。
  - 『87分署シリーズ・裸の街』第8～9回（1980年、フジテレビ）
  - 『太陽にほえろ!』第571回（1983年、日本テレビ）
  - 『わが町』第5回（1994年、日本テレビ）